# 仙台市戦災復興記念館
仙台市戦災復興記念館（せんだいしせんさいふっこうきねんかん）は、宮城県仙台市青葉区大町にある公共施設である。広瀬通と晩翠通との交差点近くの肴町通沿いにある。仙台空襲からの復興を記念して建設された。
宮城野区・太白区・若林区における「文化センター」や泉区の「泉文化創造センター」と同様、青葉区の「文化センター」としての役割も果たしており、コンサートホール・会議室等を備えている。

## 概要
仙台市は、太平洋戦争中の1945年（昭和20年）7月10日に仙台空襲で市街地が焦土と化したため、戦後の1946年（昭和21年）に戦災復興都市計画が策定された。岩戸景気の中、1961年（昭和36年）に復興関連諸工事が完了すると、全国の公害問題を意識して1962年（昭和37年）3月16日に「健康都市宣言」を採択して復興後の都市計画の方向性を示し、1973年（昭和48年）3月27日に「杜の都の環境をつくる条例」、1974年（昭和49年）9月28日に「広瀬川の清流を守る条例」を制定していくことになる。
このような戦災からの復興を記念し、15億9千万円をかけて当館は建設され、1981年（昭和56年）4月に開館した。資料展示室の展示内容は、藩政期から現在までの仙台の歩みが網羅されているが、上述のような戦後復興期から高度経済成長期を中心に展示がなされている。なお、戦後混乱期の1945年（昭和20年）9月から1957年（昭和32年）まで仙台にアメリカ軍が進駐していたが、その資料収集は榴岡公園にある仙台市歴史民俗資料館が主に行っている。
300席前後の固定席ホールがある仙台市の公共施設には、当館の他に仙台駅近くの仙台市シルバーセンター交流ホール（304席）、五橋駅前の仙台市福祉プラザふれあいホール（302席）がある（参照）。
2020年（令和2年）11月、仙台市は老朽化のため戦災復興記念館を将来的に廃止する方針を固めた。廃止後の仙台空襲や戦災復興事業の記録の保存や展示の在り方について検討されていたが、2021年（令和3年）7月から2022年11月まで休館、大規模改修工事を行う。

## 施設
5階
- 五階会議室
- 第一和室・第二和室・第三和室
- 屋上庭園

4階
- 研修室（シアター。固定席：64席）
- 第一会議室・第二会議室・第三会議室・第四会議室・第五会議室

3階
- 財団法人仙台ひと・まち交流財団事務局

2階
- 記念ホール（コンサートホール。固定席：270席）
- レストラン「トップ」：40席

1階
- 資料展示室（小・中学生：50円、一般：100円）
- 資料図書コーナー
- 会館事務局
- グランドロビー

地下1階
- 展示ホール（185m2。移動席150席設置可）

## イベント
- 戦災復興展[9]
  - 例年、仙台空襲があった7月10日前後の数日間開催されている。

## 利用者数・決算
仙台市に提出された指定管理者評価シート に記載されているデータは以下の通り。
|          |                | 2005年度  | 2006年度    | 2007年度    |
| -------- | -------------- | --------- | ----------- | ----------- |
| 利用者数 | 利用者数       | 160,492人 | 165,307人   | 179,977人   |
| 市の支出 | 指定管理者費用 | 1億2710円 | 1億1500万円 | 1億1540万円 |
| 市の支出 | その他         | 183万円   | 463万円     | 611万円     |
| 市の収入 | 使用料         | 3130万円  | 3422万円    | 3792万円    |
| 市の収入 | その他         | 87万円    | 90万円      | 96万円      |

## アクセス
仙台市地下鉄
- 東西線
  - 大町西公園駅：東1番出口から徒歩で約5分。
  - 青葉通一番町駅：北2番出口から徒歩で約7分。
- 南北線
  - 広瀬通駅：西4番出口から徒歩で約10分。

仙台市営バス
- 仙台駅西口バスプール
  - 10番ポール：「西道路経由折立・西花苑団地・茂庭台」行きに乗り、乗車約7分で「東北公済病院・戦災復興記念館前」バス停で下車、徒歩で約2分。
  - 15番ポール全路線・16番ポール：「広瀬通経由交通公園・川内（営）」行きに乗り、乗車約7分で「東北公済病院・戦災復興記念館前」バス停で下車、徒歩で約2分。

徒歩
- 仙台駅西口から徒歩で約25分。

タクシー
- 仙台駅西口から約5分。初乗り運賃程度。